# Bully (Ródano)
Bully es una comuna francesa situada en el departamento de Ródano, de la región de Auvernia-Ródano-Alpes.

## Demografía
| 1 039 | 1 032 | 1 095 | 1 224 | 1 464 | 1 739 | 2 003 | 2 086 |
| Para los censos de 1962 a 1999 la población legal corresponde a la población sin duplicidades (Fuente: INSEE [Consultar]) |       |       |       |       |       |       |       |